# Rinus van den Berge
Marinus (Rinus) van den Berge (Rotterdam, 12 maart 1900 – aldaar, 23 oktober 1972) was een Nederlandse atleet, die zich gespecialiseerd had in de 100 m. Hij nam tweemaal deel aan de Olympische Spelen en veroverde hierbij eenmaal een bronzen medaille.

## Loopbaan
Op de Olympische Zomerspelen van 1924 in Parijs maakte Van den Berge deel uit van de 4 x 100 m estafetteploeg, die verder bestond uit Jan de Vries, Jacob Boot en Harry Broos. De ploeg startte uitstekend met winst in de derde serie in 42,0 s, een evenaring van het wereldrecord dat juist in de eerste serie was gevestigd door de ploeg van Groot-Brittannië. Overigens werd dit record door de Amerikaanse ploeg in de zesde serie alweer verbeterd tot 41,2. In de halve finale werd het Nederlandse team derde in 42,2, waarna het in de finale de bronzen medaille veroverde in een tijd van 41,8. De Nederlanders waren blij met het succes van hun estafetteploeg en gaven hiervan in het Nederlandse trainingskwartier door middel van hun strijdkreet: 'heja, heja, litsjumeaux, kwatta, kwatta', op luidruchtige wijze blijk.
Op de Olympische Spelen van Amsterdam in 1928 was Van den Berge erbij op vier nummers. Hij maakte deel uit van de ploeg voor de 4 x 400 m estafette, die verder bestond uit Harry Broos, Andries Hoogerwerf en Adje Paulen. Het team werd in de tweede serie uitgeschakeld. Op zowel de 100 als 200 m drong Van den Berge door tot de kwartfinale, maar daarin werd hij beide keren vierde en dus uitgeschakeld. Op de 400 m overleefde hij de series niet.
Tussen 1925 en 1932 werd Rinus van den Berge viermaal Nederlands kampioen op de 100 m en vijfmaal op de 200 m.

## Nederlands kampioenschappen
| Onderdeel | Jaar                         |
| --------- | ---------------------------- |
| 100 m     | 1926, 1927, 1929, 1932       |
| 200 m     | 1925, 1926, 1927, 1929, 1932 |

## Persoonlijke records
| Onderdeel | Prestatie      | Datum           | Plaats    |
| --------- | -------------- | --------------- | --------- |
| 100 m     | 10,6 s (ex-NR) | 11 oktober 1925 | Parijs    |
| 200 m     | 21,3 s         | 15 juni 1930    | Amsterdam |
| 400 m     | 50,0 s         | 1927            |           |

- Bibliothèque nationale de France: cb177762808 (data)
- Virtual International Authority File: 4286154441739135460002